# تد تیلور (فیزیکدان)
 تد تیلور (انگلیسی: Ted Taylor؛ زاده ۱۱ ژوئیهٔ ۱۹۲۵ درگذشته ۲۸ اکتبر ۲۰۰۴) یک دانشمند اهل ایالات متحده آمریکا بود.او فیزیک دان نظری به خصوص در زمینه انرژی هسته ای بود. مهم‌ترین کمک‌های او در زمینه تسلیحات هسته‌ای، توسعه بمب‌های کوچک در آزمایشگاه لوس آلاموس در نیومکزیکو بود.اگرچه نام او به طور گسترده برای عموم مردم شناخته شده نیست، اما تیلور دارای نقاط عطف متعددی در توسعه تسلیحات هسته‌ای از نوع شکافت است، از جمله طراحی و توسعه کوچک‌ترین، قوی‌ترین و کارآمدترین سلاح‌های شکافتی که تاکنون توسط ایالات متحده آزمایش شده است.